# 노긴스크

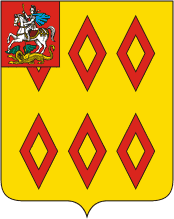
시 문장

노긴스크(러시아어: Ногинск)는 러시아 모스크바주에 위치한 도시로, 인구는 117,555명(2002년 기준)이다. 클랴지마 강과 접하며 모스크바(러시아의 수도이며 모스크바 주의 주도이기도 함)에서 동쪽으로 30km 정도 떨어진 곳에 위치한다.
1389년 로고지(Рогожь) 마을이 건설되었고 1781년 예카테리나 2세에 의해 시로 승격될 때 성모 마리아와 연관이 있는 지명인 보고로츠크(Богородск)로 변경되었다. 1930년 지금과 같은 이름으로 변경되었는데 이는 1917년 당시 모스크바 시장을 지냈던 볼셰비키인 빅토르 파블로비치 노긴(Виктор Павлович Ногин)에서 유래된 이름이다. 과거에는 방직업이 전통적인 산업이었지만 현재는 도자기와 식품, 건축 자재 등이 생산된다.